# Caesalpinia godefroyana
Caesalpinia godefroyana är en ärtväxtart som beskrevs av Carl Ernst Otto Kuntze. Caesalpinia godefroyana ingår i släktet Caesalpinia och familjen ärtväxter. Inga underarter finns listade i Catalogue of Life.

## Bildgalleri

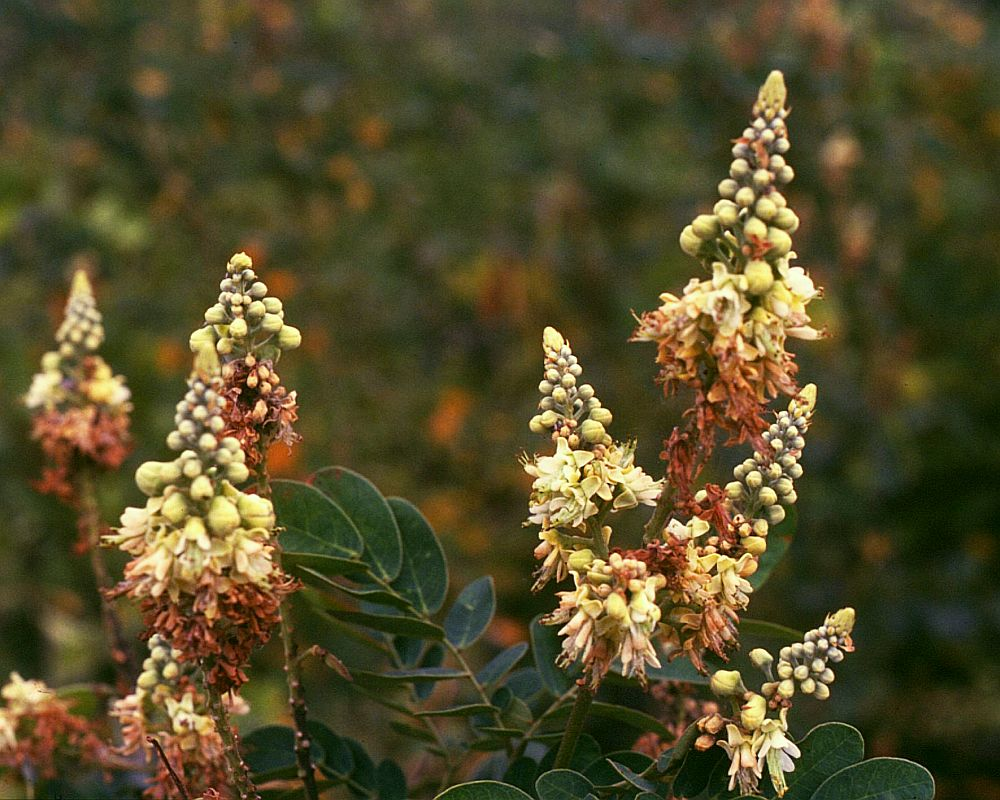